# Erf (verkeerswetgeving)

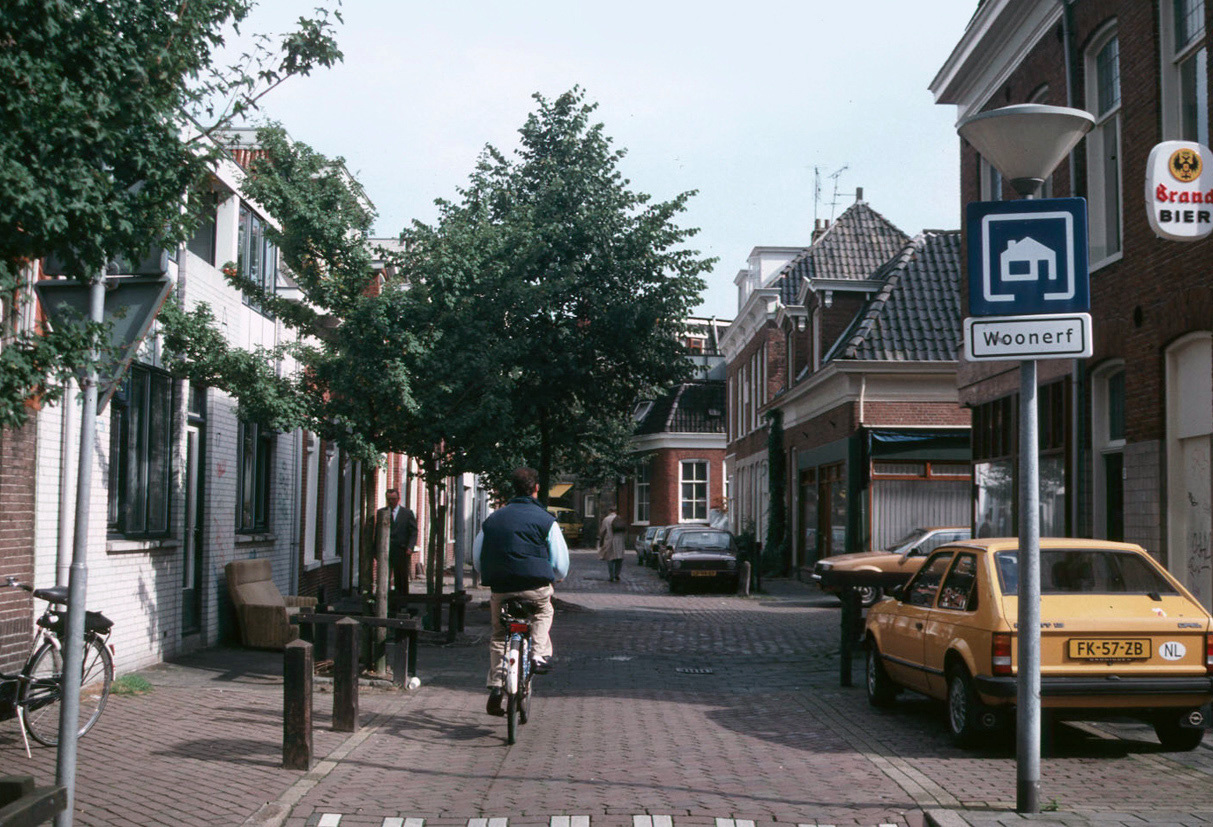
Woonerf

Verkeersbord tot 1988 (woonerf)

Verkeersbord tot 1990 (woonerf)

Verkeersbord (erf)

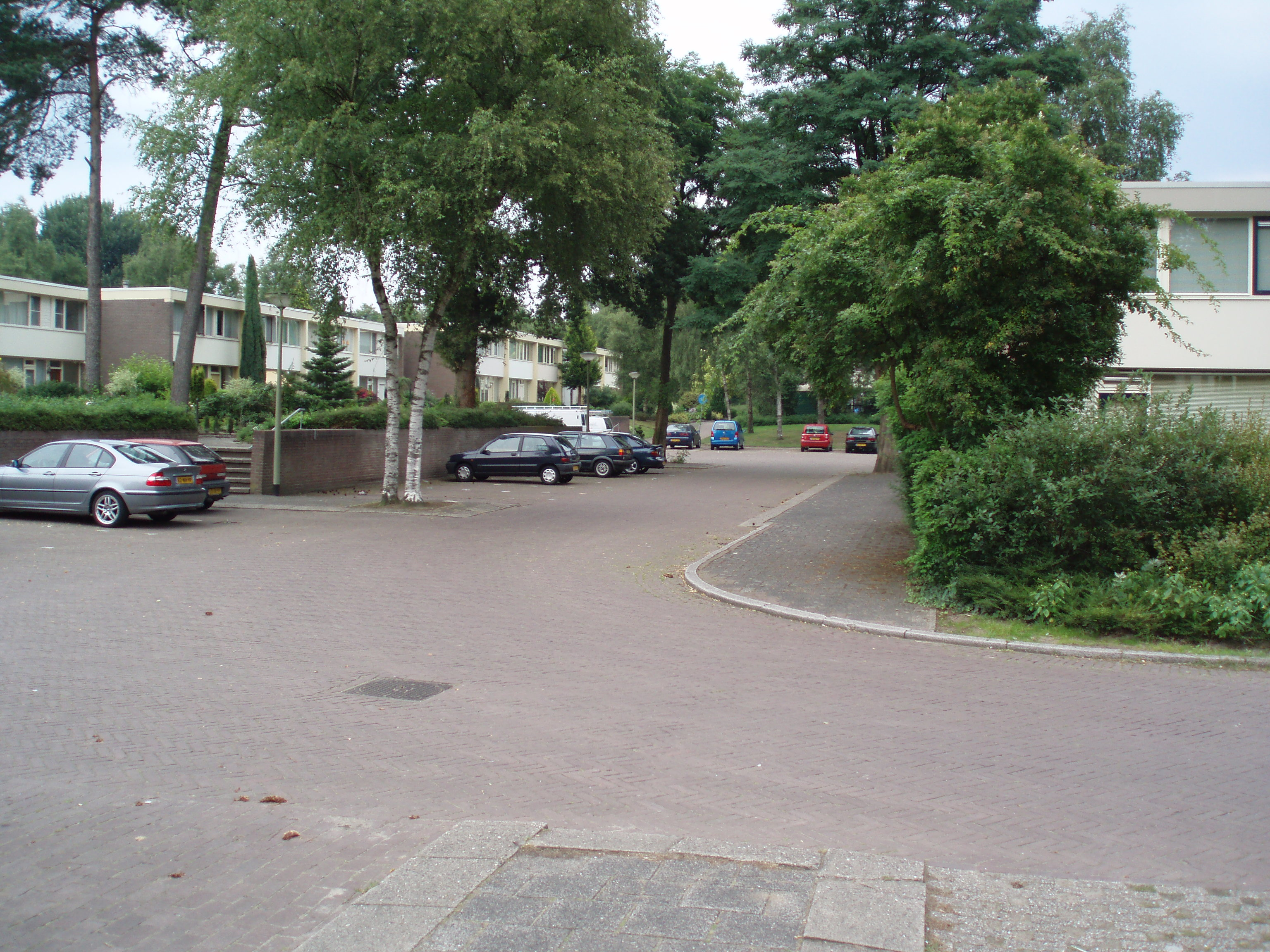
Erf in Emmerhout, waar woonerven voor het eerst werden toegepast

Een erf (Nederland) of woonerf (België, en in Nederland tot juli 1988) is een deel van de verkeersinfrastructuur dat is aangeduid met het verkeersbord 'erf' of 'woonerf'.

## Geschiedenis
Nog voordat er het 'woonerf' werd geïntroduceerd, werd door stedenbouwkundige Niek de Boer de in Emmen gelegen woonwijk Angelslo zodanig ontworpen dat woongebieden vanaf de doorgaande weg door rijverkeer konden worden in- en uitgereden via doodlopende straten, en waarbij de bewoners hun auto in die straten konden parkeren en via looppaden hun woning konden bereiken. 
De eerste woonerven ontstonden eind jaren zestig in de woonwijk Emmerhout in Emmen, waar het begrip woonerf geïntroduceerd werd door Niek de Boer. Hier werden aan het begin van ieder erf garageboxen geplaatst, om de erven zodoende autovrij te houden. De erven waren doodlopende wegen. De erven worden gebruikt om te parkeren, maar doorgaand verkeer is nog steeds niet mogelijk. Hierdoor is er minder verkeer en kunnen kinderen op de erven spelen.
 Het begrip 'woonerf' was zo revolutionair, dat er veel kijkers op af kwamen, en het begrip 'woonerf' in de Engelse taal onvertaald werd overgenomen.
Erven zijn in Nederland in de jaren zeventig en tachtig veelvuldig toegepast in stadsvernieuwingsgebieden en nieuwe woonwijken, zoals in Zoetermeer, De Maten in Apeldoorn, Duivendrecht en Diemen-Zuid. Niet zelden werd dit uitgevoerd als een zogenoemde bloemkoolwijk, die daarom ook woonerfwijk wordt genoemd.
Hoewel in de wegcategorisering volgens 'Duurzaam Veilig' geen rekening meer gehouden is met 'het erf', worden erven nog toegepast als alternatief voor erftoegangswegen binnen de bebouwde kom (30 km-straten), zeker waar onvoldoende trottoirruimte is. Erven zijn onder andere toegepast bij latere uitbreidingen in Den Haag, zoals in de wijk Ypenburg, en in steden rond Den Haag. Ongeveer 20% van alle woningen in Nederland staat in woonerfwijken.

## Reglement verkeersregels
Dit type weg is aanwezig in een gebied waar de verblijfsfunctie (lopen, spelen, ontmoeten enzovoorts) prioriteit heeft boven de verkeersfunctie van de weg.

### Nederland
In het Reglement verkeersregels en verkeerstekens 1990 (RVV) staan ten aanzien van het erf de volgende bepalingen:
- Voetgangers mogen de gehele breedte van de straat benutten om te lopen en te spelen.
- Er mag niet sneller dan 15 kilometer per uur worden gereden. Tot 2013 werd de maximumsnelheid in het RVV omschreven als stapvoets. De Hoge Raad heeft bepaald dat dit een maximumsnelheid van 15 kilometer per uur inhoudt.
- Er mag alleen geparkeerd worden op daarvoor aangegeven plaatsen.

Na een herziening van de regels voor het woonerf in 1988 kan het erf ook worden toegepast in andere situaties zoals binnensteden, winkelgebieden en stationsgebieden.
In juli 2012 richtte het Nederlandse netwerk woonerfgoed, dat ijvert voor betere bekendheid en handhaving van de regels op woonerven, zich met een petitie tot de Tweede Kamer. Het (voorgestelde) nieuwe erfbord is – analoog aan het Zwitserse erfbord (zie hieronder bij Internationaal) – rechtsonder voorzien van een 15 km-aanduiding als "uiterste limiet". Dick Jense, de verkeerswethouder van Rijswijk die al eerder op verzoek van bewoners uit de woonerfwijk Leeuwendaal de woonerfborden had laten voorzien van 15 km-stickers, bood een nieuw erfbord aan. Inmiddels is woonerfgoed onderdeel geworden van de verkeersveiligheidsorganisatie MENSenSTRAAT.

### België

Belgisch verkeersbord dat het begin van een "woonerf" aanduidt

Woonerven worden afgebakend door de verkeersborden F12a (begin woonerf) en F12b (einde woonerf).
De snelheid in een woonerf is vastgelegd op 20 km/u. Voetgangers mogen in woonerven de gehele breedte van de weg gebruiken. De bestuurders van voertuigen mogen deze voetgangers en in het bijzonder kinderen niet in gevaar brengen.
Parkeren in een woonerf is verboden, behalve waar het expliciet toegestaan wordt door middel van een verkeersbord of markeringen op de grond.

## Literatuur

Zwitsers verkeersbord
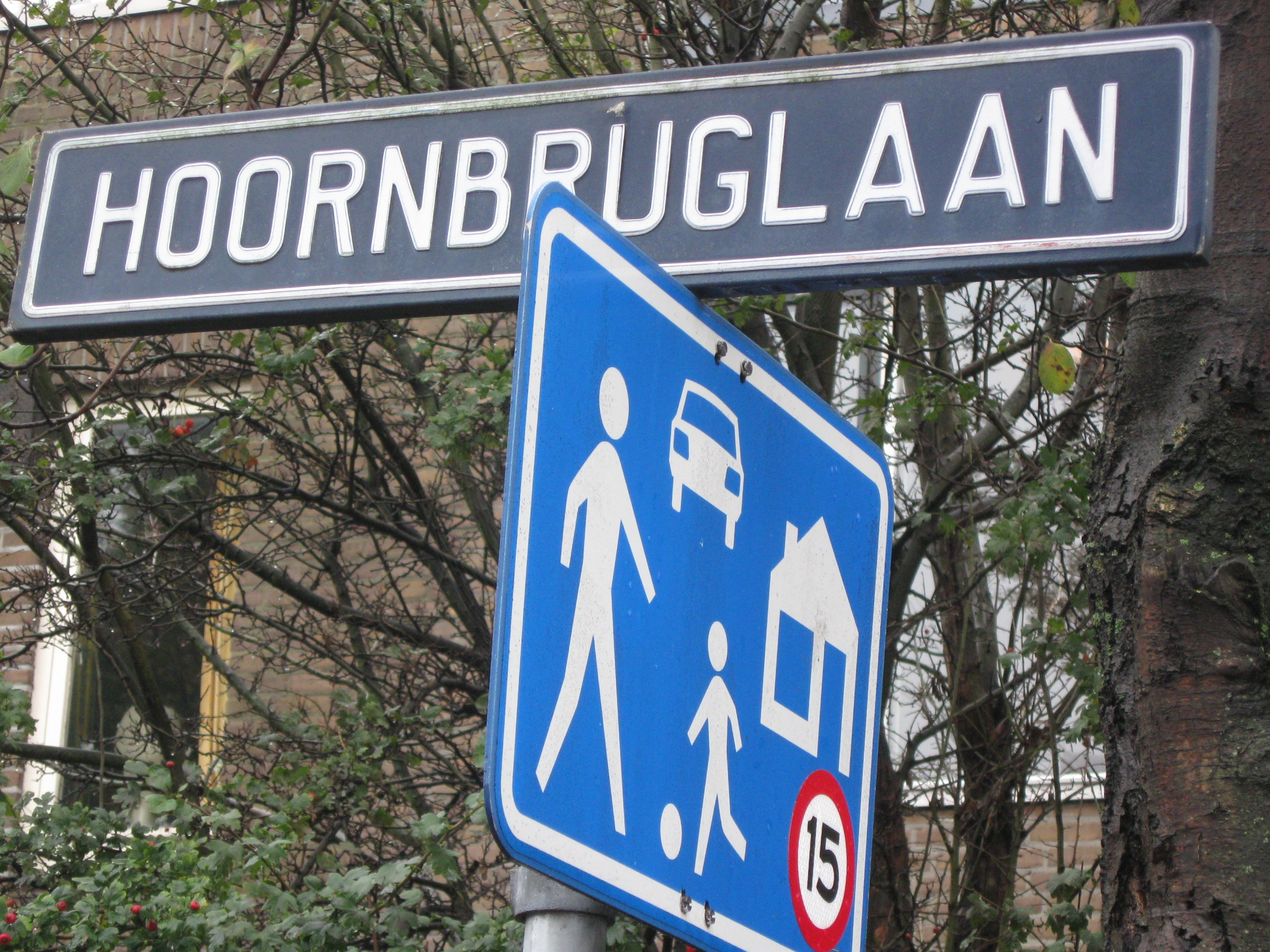
Woonerfbord met 15-sticker in Rijswijk

### Internationaal
Internationaal heeft het erf zich over grote delen van Europa verbreid (bijvoorbeeld Duitsland, Polen, Hongarije, Oostenrijk, Zwitserland). In Zwitserland heet het Begegnungszone (ontmoetingsgebied) en heeft men aan het verkeersbord een aanduiding "maximaal 20 kilometer per uur" toegevoegd.